# ズート・スーツ/アイム・ザ・フェイス
『ズート・スーツ』（Zoot Suit）b/w『アイム・ザ・フェイス』（I'm the Face）は、イギリスのロックバンド、ザ・フーが、1964年にザ・ハイ・ナンバーズ（the High Numbers）として発表したシングル。発売元はフォンタナ・レコード。バンドの実質的なデビューシングルであると共に、ハイ・ナンバーズ名義で発表された唯一の作品である。

## 解説
ザ・フーのレコード契約を取りまとめたバンド初代マネージャーのピーター・ミーデンは、彼らを当時流行していたモッズ・バンドとして売り出すため、メンバーにモッズの衣装を着させ、バンド名もハイ・ナンバーズと改めさせた。1964年、ミーデンの指揮のもと、バンドはフィリップス・レコードのスタジオで、初となる本格的なレコーディング・セッションを行った。ジャック・ベイヴァーストックとクリス・パーメンターがプロデューサーとして立ち合い、「ズート・スーツ」、「アイム・ザ・フェイス」、そして「ヒア・ティス」（ボ・ディドリーのカバー）の3曲が録音された。「ズート・スーツ」と「アイム・ザ・フェイス」は作者クレジットがミーデンとなっているが、実際は「ズート・スーツ」はダイナミックスの「ショウメン」、「アイム・ザ・フェイス」はスリム・ハーポの「ゴット・ラヴ・イフ・ユー・ウォント・イット」のそれぞれの歌詞を書き換えただけである。また「アイム・ザ・フェイス」のピアノは、ミーデンの友人であるアラン・エレットが担当した。最終的に「ズート・スーツ」と「アイム・ザ・フェイス」の2曲がバンドのデビューシングルとして採用され、「ヒア・ティス」は除外された。なお、古い資料には「アイム・ザ・フェイス」がA面、「ズート・スーツ」をB面とするものもあるが、誤りである。

## リリースとその後
シングル「ズート・スーツ」は1964年7月3日、フォンタナ・レコードより発売された。だがレコードは1000枚しかプレスされず、ミーデンの懸命の宣伝も空しく、売り上げ枚数はわずか500枚という結果に終わった。この結果を見てフォンタナは、バンドとの契約更新を行わない決定を下した。その後ハイ・ナンバーズは、同年8月にバンドの噂を聞きつけて接近してきたキット・ランバートおよびクリス・スタンプと新たな契約を結び、ミーデンと別れ、バンド名もザ・フーに戻し、再出発を切ることになる。
その後本シングルは再プレスされることもなく、幻のアイテムとされてきたが、1971年にピート・タウンゼントは、このシングルを再発売する計画があることを明かしている。そして1980年、A面とB面を逆にする形で再発され、イギリスでは49位を記録している。

## 収録アルバム
特記がなければ、オリジナルのモノラル・バージョンで収録されている。
- 『オッズ&ソッズ』（1974年）「アイム・ザ・フェイス」を収録。ステレオ・ミックス。2020年にリリースされた2枚組LP盤では「ズート・スーツ」と「ヒア・ティス」も追加収録。
- 『さらば青春の光 (オリジナル・サウンドトラック)』（1979年）「ズート・スーツ」を収録。2000年リリースのリイシューCDには「アイム・ザ・フェイス」も収録された（ショート・ステレオ・ミックス）。
- 『Thirty Years of Maximum R&B』（1994年）2曲とも収録の他、アウトテイクとなっていた「ヒア・ティス」も収録された（ショート・ステレオ・ミックス）。
- 『The Who Hits 50!』（2014年）「ズート・スーツ」を収録。
- 『Maximum A's & B's』（2017年）2曲とも収録。